# Karl Seitz
Karl Josef Seitz ( [kaʁl zaɪ̯ʦ]; 4. září 1869 Vídeň - Rossau – 3. února 1950 Vídeň) byl rakouský politik, předseda Sociálně demokratické dělnické strany Rakouska a od 5. března 1919 do 9. prosince 1920 první rakouský prezident.

## Biografie

### Mládí a politické aktivity před rokem 1918
Pocházel z rodiny obchodníka se dřevem. Otec mu ale brzy zemřel a Karl Seitz vychodil základní školu v městském sirotčinci. Začal se pak učit na krejčího. Díky podpoře liberálního vídeňského radního Wilhelma Baechera získal stipendium v učitelském ústavu v Sankt Pöltenu. Po vystudování se brzy začal profilovat jako mluvčí pokrokově orientovaných pedagogů. Opakovaně čelil napomínání od nadřízených. V letech 1895–1896 vydával list Freie Lehrerstimme a roku 1896 se podílel na ustavení sociálně demokraticky orientovaného spolku Zentralverein der Wiener Lehrerschaft (Ústřední jednota vídeňského učitelstva). V té době již byl aktivní v politice a podílel se na vypracování prvního sociálně demokratického školského programu.
Ve volbách do Říšské rady roku 1901 se stal poslancem Říšské rady. Zvolen byl za městskou kurii, obvod Korneuburg, Floridsdorf, Stockerau atd. V roce 1902 se rovněž stal poslancem Dolnorakouského zemského sněmu.
Mandát poslance Říšské rady obhájil ve volbách roku 1907, konaných již podle rovného volebního práva, tedy bez kurií. Zvolen byl za obvod Dolní Rakousy 33 a v parlamentu usedl do poslaneckého Klubu německých sociálních demokratů (a stal se předsedou tohoto poslaneckého klubu). Za stejný obvod uspěl i ve volbách roku 1911. Ve vídeňském parlamentu setrval až do zániku monarchie. 29. ledna 1918 se navíc stal místopředsedou Poslanecké sněmovny Říšské rady.

### Rakouským prezidentem a starostou Vídně
Jeho politická kariéra vyvrcholila až po zániku Rakouska-Uherska. Poté, co 11. listopadu 1918 zemřel Victor Adler, zaujal Seitz jeho post předsedy Rakouské soc. dem. strany. 21. října 1918 byl zvolen jedním ze tří prezidentů Provizorního Národního shromáždění Německého Rakouska, přičemž jeden z těchto prezidentů byl předsedou Národního shromáždění (parlamentu), druhý předsedou Státní rady a třetí předsedou kabinetu (předsedou vlády). V těchto rolích se prezidenti střídali po týdnu v dohodnutém pořadí. 5. března 1919 po volbách, v nichž se sociální demokraté stali nejsilnější parlamentní frakcí, se stal předsedou Ústavodárného Národního shromáždění Rakouska a z titulu této funkce zároveň, až do volby prvního spolkového prezidenta Michaela Hainische 9. prosince 1920 i prezidentem Rakouska. Poslední schůzi Ústavodárného Národního shromáždění předsedal 1. října 1920, kdy byla schválena nová rakouská ústava. Po prvních volbách do Národní rady 17. října 1920, při nichž získali největší počet hlasů konzervativci, ukončili sociální demokraté vládu dosavadní velké koalice a přešli do opozice. Jako poslanec Národní rady zasedal až do roku 1934 (do roku 1923 byl jejím druhým místopředsedou).
V letech 1923–1934 byl Seitz starostou Vídně, která v meziválečném období měla trvalou levicovou politickou orientaci. Díky progresivní sociálně demokratické komunální politice si město v tomto období vydobylo mezinárodní renomé. Provádělo masivní výstavbu sociálních bytů, rozvíjelo zdravotnické a vzdělávací ústavy.

### Pronásledování po roce 1934
Jeho politické působení ukončil nástup austrofašismu roku 1934, kdy byl 12. února 1934 zatčen a vězněn až do prosince toho roku. Jeho obvinění z velezrady ale nebylo úspěšné pro nedostatek důkazů. V následujících letech byl vyloučen z veřejného života. Formou protestu proti panujícímu režimu byly jeho pravidelné procházky městem, při kterých nadále udržoval kontakt s obyvateli Vídně. Po anšlusu Rakouska v roce 1938 byl opět na několik dnů ve vazbě. Odmítl složil slib věrnosti novému nacistickému režimu. 20. července 1944 byl pro nespecifikovanou spolupráci s odbojovou skupinou okolo Clause Schenka von Stauffenberga uvězněn v berlínské věznici Moabit a pak navzdory vysokému věku převezen do koncentračního tábora Ravensbrück. Počátkem března 1945 byl odeslán do města Plaue v Durynsku. Zde byl, těžce nemocen, nalezen v červnu 1945.
Po návratu do poválečného Rakouska se dočasně stal opět předsedou sociálně demokratické strany a byl poslancem Národní rady. Pak zastával post čestného předsedy strany. Opakovaně apeloval na spojeneckou správu v otázkách obnovení svobody Rakouska.